# Гексафторфосфат лития
Гексафторфосфат лития — неорганическое соединение с формулой LiPF6. Представляет собой белый кристаллический порошок.

## Химия
Соль относительно стабильна термически, но теряет 50% веса при 200 °C (392 °F). Она гидролизуется, образуя высокотоксичный газ HF при температуре около 70 °C (158 °F) согласно следующему уравнению:
LiPF6 + 4H2O → LiF + 5HF + H3PO4
Благодаря кислотности Льюиса ионов Li +, LiPF6 также катализирует тетрагидропиранилирование третичных спиртов . 
В литий-ионных аккумуляторах LiPF6 реагирует с L 2CO3 , что может катализироваться небольшими количествами HF: 
LiPF6 + Li2CO3 → POF3 + CO2 + 3LiF 

## Производство
LiPF6 производится путем реакции пентахлорида фосфора с фтористым водородом и фторидом лития
PCl5 + LiF + 5HF → LiPF6 + 5HCl  
Поставщиками являются Targray и Morita Chemical Industries Co., Ltd.

## Применение
Основное применение LiPF 6 — в коммерческих аккумуляторных батареях, где используется его высокая растворимость в полярных апротонных растворителях. В частности, растворы гексафторфосфата лития в смесях карбонатов этиленкарбоната, диметилкарбоната, диэтилкарбоната и/или этилметилкарбоната с небольшим количеством одной или нескольких добавок, таких как фторэтиленкарбонат и виниленкарбонат, служат в качестве современных электролитов в литий-ионных батареях.  Это применение использует инертность аниона гексафторфосфата по отношению к сильным восстановителям, таким как металлический литий, а также способность [PF6-] пассивировать алюминиевый катод.